# STS-72
STS-72, voluit Space Transportation System-72, was een spaceshuttlemissie van de Endeavour naar de Japanse Space Flyer Unit satelliet. De bemanningsleden verzamelde onderzoeksdata en voerde hierbij twee ruimtewandelingen uit.

## Bemanning
| Positie            | Lancering                     | Landing                       |                               |
| ------------------ | ----------------------------- | ----------------------------- | ----------------------------- |
| Bevelhebber        | Brian Duffy 3e ruimtevlucht   | Brian Duffy 3e ruimtevlucht   |                               |
| Piloot             | Brent Jett 1e ruimtevlucht    | Brent Jett 1e ruimtevlucht    |                               |
| Missiespecialist 1 | Leroy Chiao 2e ruimtevlucht   | Leroy Chiao 2e ruimtevlucht   |                               |
| Missiespecialist 2 | Winston Scott 1e ruimtevlucht | Winston Scott 1e ruimtevlucht | Winston Scott 1e ruimtevlucht |
| Missiespecialist 3 | Koichi Wakata 1e ruimtevlucht | Koichi Wakata 1e ruimtevlucht | Koichi Wakata 1e ruimtevlucht |
| Missiespecialist 4 | Daniel Barry 1e ruimtevlucht  | Daniel Barry 1e ruimtevlucht  | Daniel Barry 1e ruimtevlucht  |

## Media

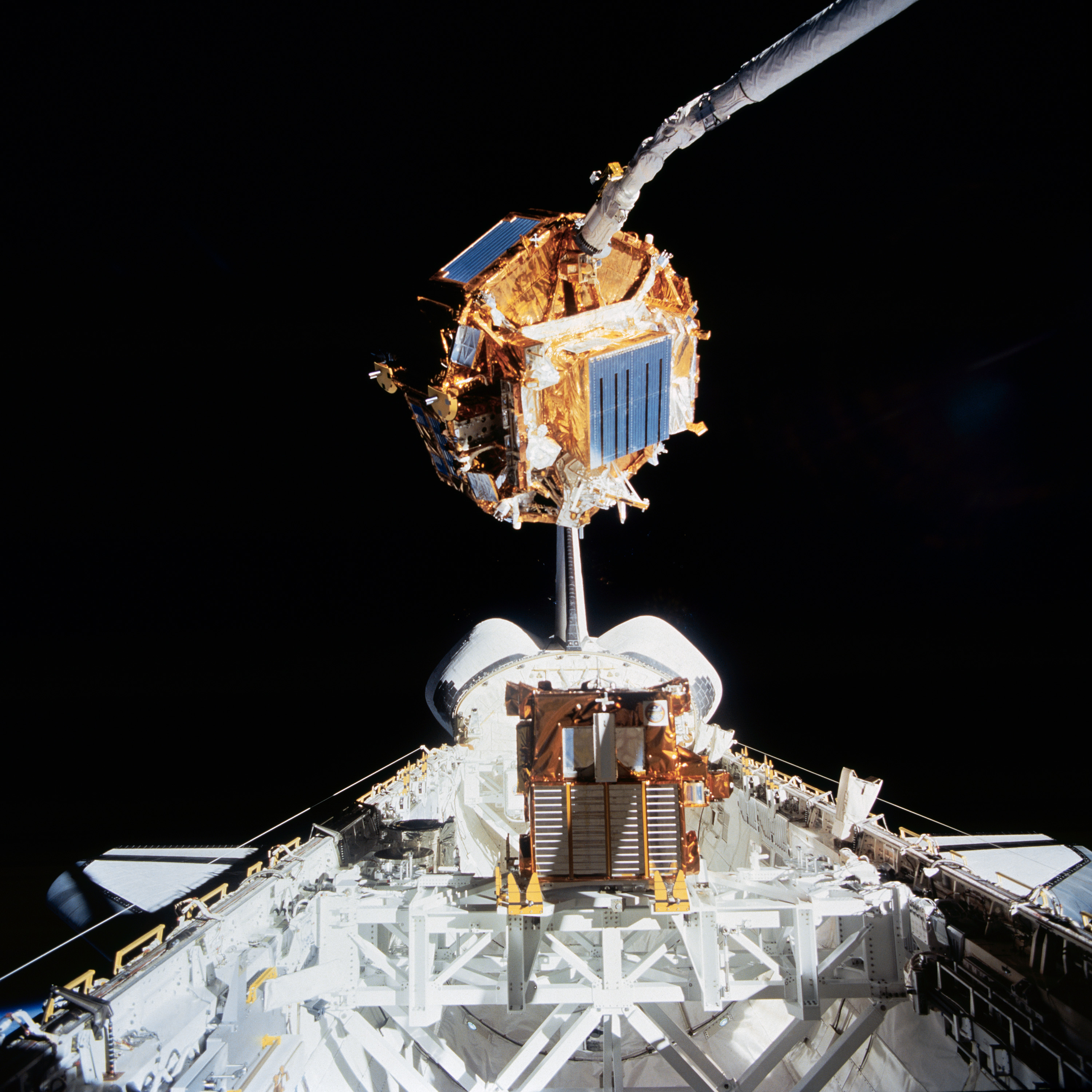
Endeavour pakt de Space Flyer Unit vast
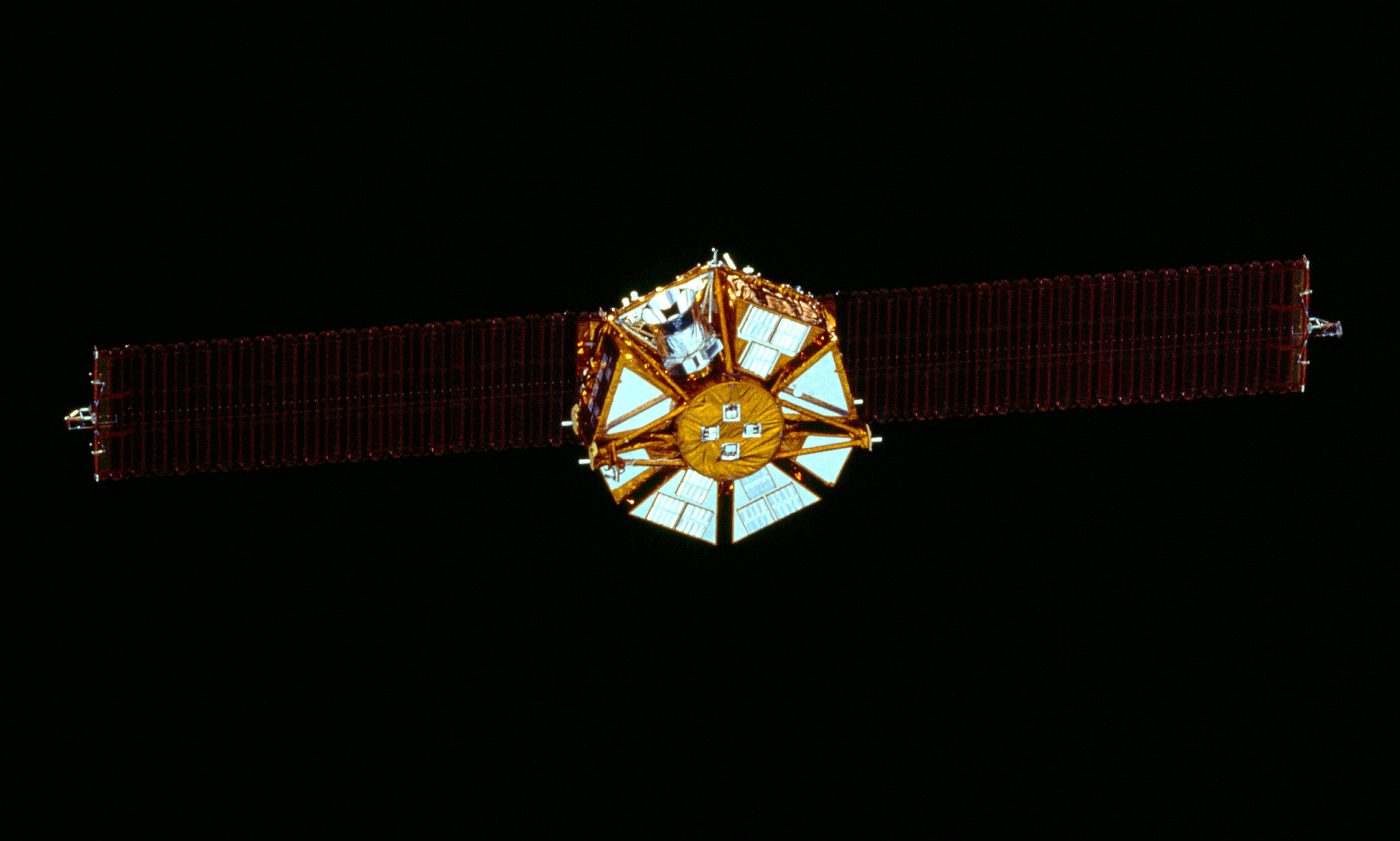
De Space Flyer Unit
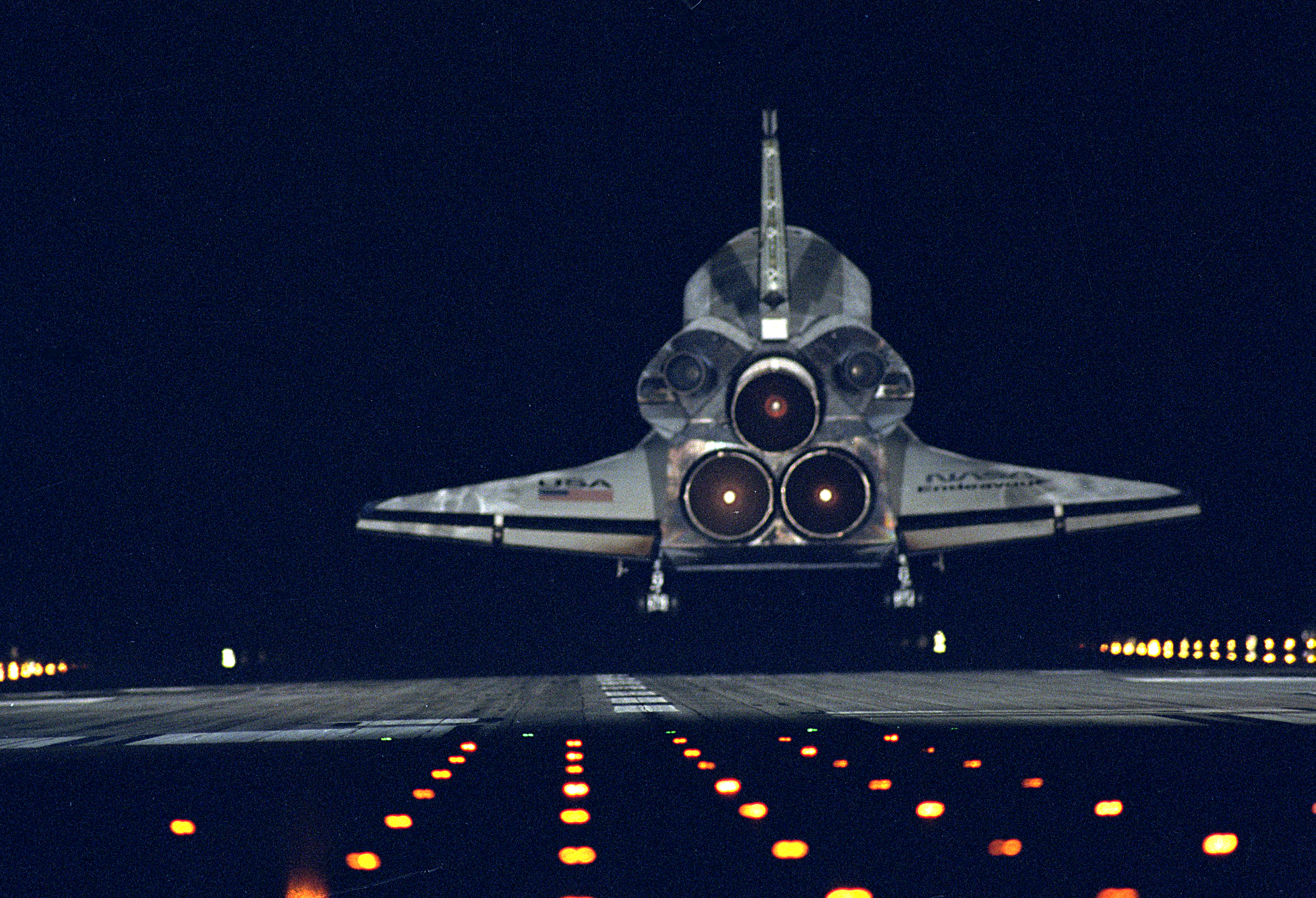
Landing

STS-49 · STS-47 · STS-54 · STS-57 · STS-61 · STS-59 · STS-68 · STS-67 · STS-69 · STS-72 · STS-77 · STS-89 · STS-88 · STS-99 · STS-97 · STS-100 · STS-108 · STS-111 · STS-113 · STS-118 · STS-123 · STS-126 · STS-127 · STS-130 · STS-134